# برزم لب‌پهن
برزم لب‌پهن (نام علمی: Barbus barbulus) نام یک گونه از سرده سس‌ماهی‌ها است.